# Alucita patria
Alucita patria är en fjärilsart som beskrevs av Edward Meyrick 1922. Alucita patria ingår i släktet Alucita och familjen mångfliksmott, (Alucitidae). Inga underarter finns listade i Catalogue of Life.